# 牵引车

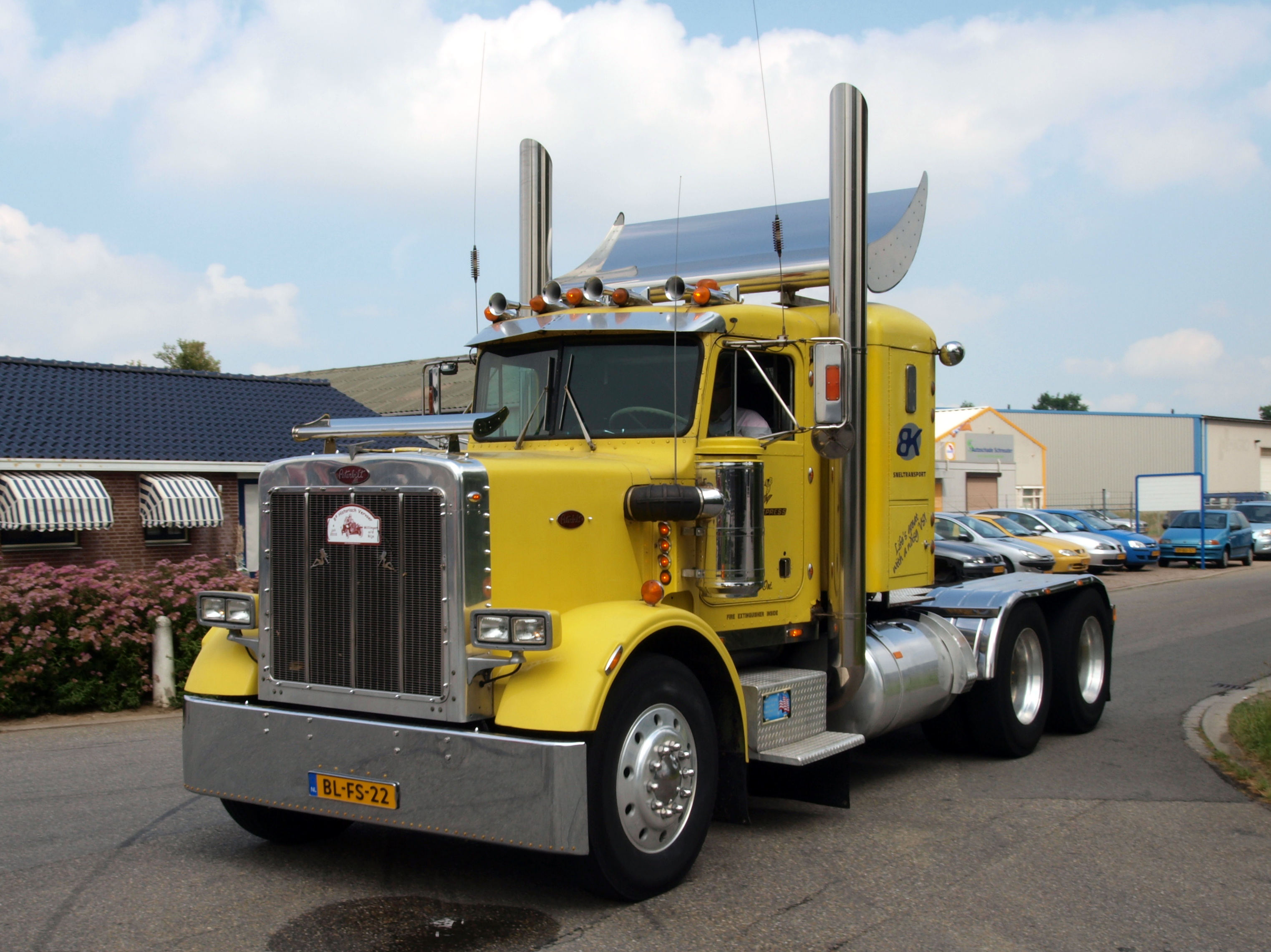
一輛美式牵引车Peterbilt 359

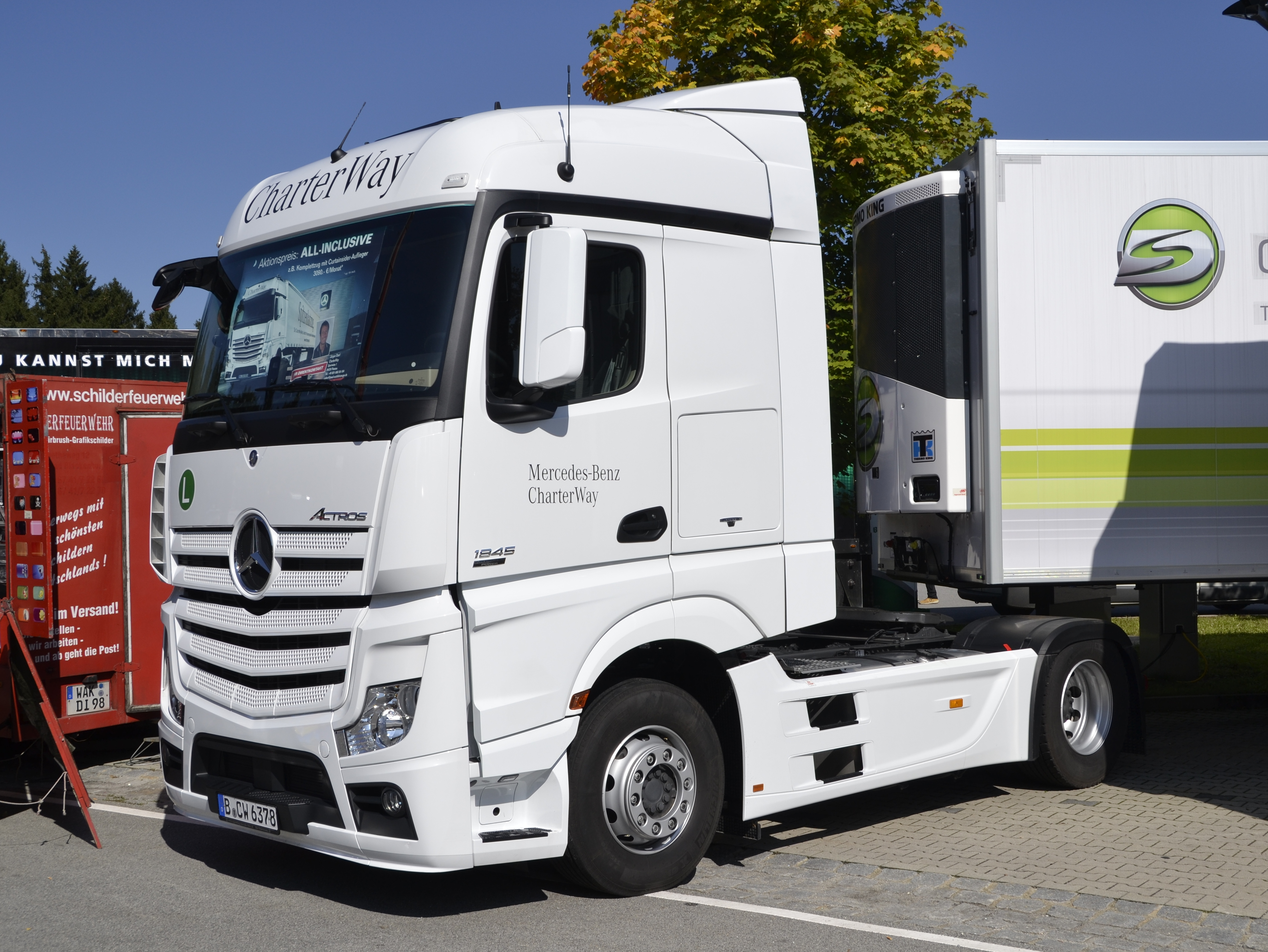
歐式拖頭梅賽德斯-奔馳Actros

牵引车是一種車輛，該車輛專門用於牽引（拖拉）其他車輛。掛車牵引车內有推进器，根據推進器的不同，可以分為輪式曳引車和履帶式曳引車。